# Mordechai Stein
Mordechai Stein (n. martie 1941, Fălticeni, Suceava, România) este un rabin româno-american. El este liderul dinastiei hasidice Paltichan, parte a Monistritch, cu sediul în Brooklyn, New York. Acesta este considerat unul dintre cei mai proeminenți rabini hasidici americani, fiind respectat în comunitate. În cazul controversei Satmar, similar cu majoritatea rabinilor hasidici, acesta îl susține pe Zalman Leib ca fiind moștenitorul tatălui său, Moshe, îm funcția de Rebbe.